# Championnat d'URSS de bandy
Le championnat d'Union soviétique de bandy a été joué entre 1936 et 1992. En raison de la dissolution de l'URSS le 25 décembre 1991, l'ultime championnat a été renommé en cours de saison comme le Championnat de la CEI.

## Historique
Traditionnellement, l'histoire du bandy en Russie commence le 20 mars 1896, lors d'un match à Saint-Pétersbourg sur un terrain gelé où au lieu de frapper le ballon au pied, les joueurs utilisaient des bâtons. 
Du 17 au 28 février 1936 à Moscou est joué le premier championnat entre les clubs de l'URSS, qui voit la victoire du Dynamo Moscou.
Au cours des années qui vont suivre, le championnat soviétique ne va connaître que peu de champions. Entre la première saison jouée et 1992, les équipes titrées seront les équipes suivantes :
- 15 fois le Dinamo Moscou,
- 11 fois le SKA Sverdlovsk et le Ienisseï Krasnoïarsk,
- 3 fois le CSKA,
- 2 fois le Dinamo Alma-Ata et le Zorky Krasnogorsk.

La Communauté des États indépendants est créée en décembre 1991 et le championnat d'URSS est alors remplacé par le championnat de Russie par la suite.

## Palmarès
| - 1992 - Zorky Krasnogorsk - 1991 - Ienisseï Krasnoïarsk - 1990 - Dinamo Alma-Ata - 1989 - Ienisseï Krasnoïarsk - 1988 - Ienisseï Krasnoïarsk - 1987 - Ienisseï Krasnoïarsk - 1986 - Ienisseï Krasnoïarsk - 1985 - Ienisseï Krasnoïarsk - 1984 - Ienisseï Krasnoïarsk - 1983 - Ienisseï Krasnoïarsk - 1982 - Ienisseï Krasnoïarsk - 1981 - Ienisseï Krasnoïarsk - 1980 - Ienisseï Krasnoïarsk - 1979 - Zorky Krasnogorsk | - 1978 - Dinamo Moscou - 1977 - Dinamo Alma-Ata - 1976 - Dinamo Moscou - 1975 - Dinamo Moscou - 1974 - SKA Sverdlovsk - 1973 - Dinamo Moscou - 1972 - Dinamo Moscou - 1971 - SKA Sverdlovsk - 1970 - Dinamo Moscou - 1969 - Dinamo Moscou - 1968 - SKA Sverdlovsk - 1967 - Dinamo Moscou - 1966 - SKA Sverdlovsk - 1965 - Dinamo Moscou - 1964 - Dinamo Moscou | - 1963 - Dinamo Moscou - 1962 - SKA Sverdlovsk - 1961 - Dinamo Moscou - 1960 - SKA Sverdlovsk - 1959 - SKA Sverdlovsk - 1958 - SKA Sverdlovsk - 1957 - CSKA Moscou - 1956 - ODO Sverdlovsk - 1955 - CSKA Moscou - 1954 - CSKA Moscou - 1953 - ODO Sverdlovsk - 1952 - Dinamo Moscou - 1951 - Dinamo Moscou - 1950 - ODO Sverdlovsk - 1936 - Dinamo Moscou |